# Chloe Smith

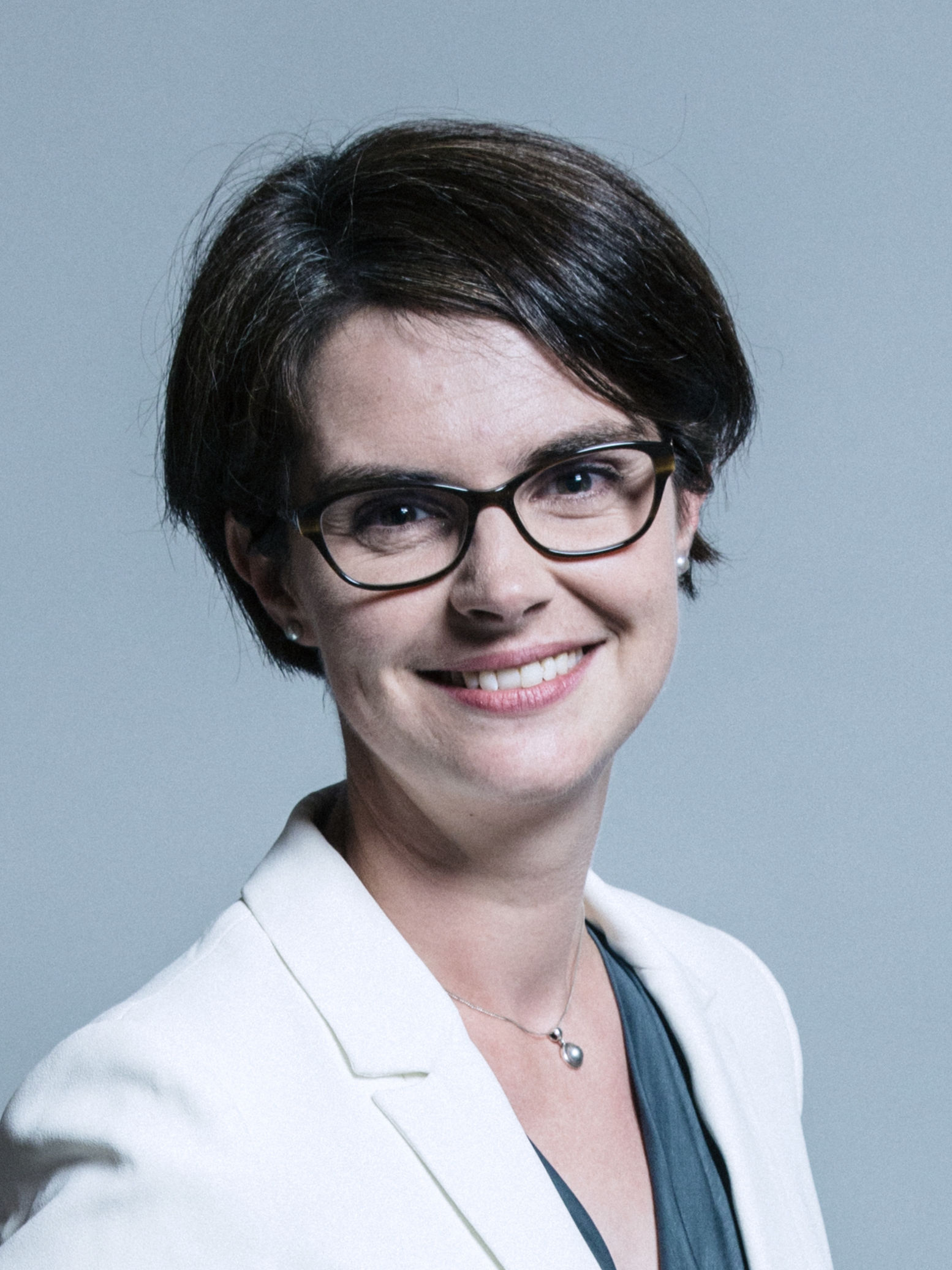
Chloe Smith (2017)

Chloe Rebecca Smith (* 17. Mai 1982 in Ashford, Kent) ist eine britische Politikerin der Conservative Party, seit einer Nachwahl 2009 Mitglied im House of Commons für den Wahlkreis Norwich North und war in der Legislaturperiode von 2010 bis 2015 jüngstes Mitglied des britischen Unterhauses. Von September 2022 bis Oktober 2022 war sie Ministerin für Arbeit und Rente im Kabinett Truss.  

## Leben
Chloe Smith, die im Alter von drei Jahren mit ihren Eltern nach Norfolk verzog und dort aufwuchs, studierte nach dem Schulbesuch englische Literatur an der University of York. Zwischenzeitlich absolvierte sie ein einjähriges Praktikum bei der früheren Ministerin Gillian Shephard und arbeitete während der Semesterferien im Büro des langjährigen Unterhausabgeordneten Bernard Jenkin. Nach Abschluss des Studiums war sie Management-Beraterin bei Deloitte sowie in der Zentrale der Conservative Party.
Bei einer Nachwahl wurde sie am 23. Juli 2009 im Wahlkreis Norwich North zum Mitglied in das Unterhaus gewählt und bei den Unterhauswahlen vom 6. Mai 2010 wiedergewählt. Mit ihrer Wahl wurde sie zugleich jüngste Abgeordnete des Unterhauses und 2010 Whip der konservativen Fraktion der Tories im Unterhaus.
Am 14. Oktober 2011 wurde sie Nachfolgerin von Justine Greening, die Verkehrsministerin wurde, als Wirtschaftssekretärin im Schatzamt (Economic Secretary to the Treasury) und damit „Juniorministerin“. Sie bekleidet damit zurzeit nach Schatzkanzler George Osborne, dem Chefsekretär des Schatzamtes Danny Alexander, dem Paymaster General Francis Maude und dem Finanzsekretär des Schatzamtes Mark Hoban das fünftwichtigste Amt im Schatzamt, ist allerdings wie auch Hoban kein Mitglied im Kabinett Cameron I. Ihre Benennung stieß allerdings wegen ihrer Jugend und ihrer politischen Unerfahrenheit in Finanz- und Wirtschaftsfragen bei mehreren konservativen Hinterbänklern sowie bei Vertretern der oppositionellen Labour Party auf Kritik.